# Octopath Traveler II
Octopath Traveler II (オクトパストラベラー II?) è un videogioco di ruolo alla giapponese del 2023 sviluppato da Square Enix e Acquire per Nintendo Switch, PlayStation 4, PlayStation 5, Xbox One, Xbox Series X e Microsoft Windows..
È il seguito di Octopath Traveler con otto nuovi personaggi.

## Trama
La storia del gioco è ambientata a Solistia, un mondo composto dalle terre d'oriente e le terre d'occidente, divise dal mare. In quest'epoca di costante cambiamento, i grandi vascelli percorrono le trafficate rotte marittime e il vapore dà vita a una rivoluzione tecnologica. Alcune persone donano anima e corpo nel tentativo di supportare le stelle dello spettacolo e dell'industria, mentre altri soffrono per la guerra, la malattia e la povertà. In questo regno lontano, otto viandanti che vengono da regioni diverse partono all'avventura per diversi motivi personali.
è possibile scegliere il viandante con cui iniziare il gioco per poi reclutare gli altri, i viandanti sono:
Hikari Khu: è un milite.La sua storia ha inizio nel deserto di Hinoeuma. è il secondo Principe del Regno di Khu, un Paese perennemente in guerra, e più di tutto è preoccupato per il suo popolo, che soffre per la situazione.È con queste premesse, e per tutti gli amici e i compagni che condividono il tuo sogno, che inizia il suo viaggio
"Voglio creare un futuro privo di conflitti e di spargimenti di sangue."
Agnea Bristarni: è una ballerina.La sua storia ha inizio a Verdefoglia, una regione rigogliosa.si esibisce nella piccola taverna del suo villaggio rurale, ma il sogno che racchiude dentro di lei è molto più grande. E con queste premesse, e con il cuore gonfio di speranza, che inizia il suo viaggio.
"Voglio diventare una diva e portare il sorriso sulla bocca di tutti...Proprio come la mamma."
Partitio Yellowill: è un mercante. La sua storia ha inizio nelle Terre selvagge, una sconfinata distesa di desolazione. Dopo aver assistito all'ascesa e alla caduta della città di pionieri in cui vive, i suoi occhi si fissano su un futuro ben al di là di essa. È con queste premesse, e in cerca dell'odore di nuove opportunità commerciali, che inizia il suo viaggio.
"Ci vediamo, allora. E quando avrò finito il mio viaggio, il mondo sarà diventato un posto migliore!"
Osvald V. Vanstein: un sapiente. La sua storia ha inizio a Innevia, una regione chiusa in una morsa di freddo. è stato accusato dell'omicidio di sua moglie e sua figlia, e ha passato 1879 giorni in una cella gelida. È con queste premesse, covando nel petto la fiamma della vendetta, che inizia il suo viaggio.
"Harvey - Mi hai tolto tutto. Io ti ucciderò, stanne certo."
Temenos Mistral: è un ecclesiasta. La sua storia ha inizio a Grancrinale, una regione montagnosa. Le sue giornate come inquisitore si susseguono pigramente, finché un tragico caso giunge squassare la Chiesa della Sacrafiamma nelle fondamenta. È con queste premesse, per risolvere l'enigma che gli è stato lasciato, che inizia il suo viaggio...
"Povero me... E va bene. Dopotutto, dubitare fa parte del mio lavoro".
Throné Anguis: è una furfante. La sua storia ha inizio in una città di Chiaralanda. è un membro della Confraternita dei Serpenti neri, un gruppo di malviventi che stringono in pugno la città, e il suo lavoro è quello di rubare, e talvolta, eliminare personaggi scomodi. e con queste premesse, e per fuggire da giornate sempre uguali, che inizia il suo viaggio.
"Ancora quest'odore di sangue... Mi fa marcire dentro".
Ochette: è una cacciatrice. La sua storia ha inizio a Totohaha, un'isola su cui vivono i semibestia come lei. La sua esistenza scorre tranquilla nonostante gli umani cerchino costantemente di espandere il loro territorio, ma un giorno viene a conoscenza di una terribile calamità, la Notte della luna scarlatta, che si avvicina sempre più. È con queste premesse, con l'intenzione di riunire i tre guardiani, che inizia il suo viaggio...
"Maestro, ho capito. I tre guardiani, vado a cercarli".
Castti Florenz: una speziale. La sua storia ha inizio a Belgolfo, una regione dai numerosi collegamenti marittimi. Salvata mentre andava alla deriva su una barca, scopre di aver perso la memoria. Le uniche cose che ti restano sono la tua borsa e la tua bravura come speziale. È con queste premesse, per recuperare le schegge del suo passato, che inizia il suo viaggio...
"Devo recuperare la memoria... Devo ricordare chi sono. E anche qualcos'altro di molto importante".

## Modalità di gioco
Esplorazione
il mondo di gioco è la terra di Solistia, e il giocatore è libero di esplorare il mondo di gioco. è anche possibile esplorare anche l'oceano, che divide le terre d'oriente da quelle d'occidente. Rispetto al suo predecessore, nel gioco è possibile cambiare tra giorno e notte, in base all'orario, il giocatore può usare diverse azioni viaggio dei viandanti, e di notte, trovare nemici più potenti.
Combattimento
Octopath Traveler II presenta un sistema di combattimento a turni tipico dei JRPG, molto simile al suo predecessore. viene aggiunto in più il potere latente, un'abilita differente per ogni viandante, che può essere usata in qualunque turno, a patto che sia carico il potere.

## Accoglienza
A Giugno 2023 Square Enix ha annunciato che Octopath Traveler II ha venduto oltre un milione di copie.
Nella prima settimana di lancio il gioco ha venduto circa settantamila copie, un calo significativo, rispetto al capitolo precedente, che nonostante fosse esclusiva Nintendo Switch era stato accolto molto meglio a livello di vendite.
il gioco ha ricevuto valutazioni generalmente positive dalla critica, che elogia lo stile e il gameplay del gioco, ma che è ancora dubbiosa sulla narrativa, che come nel primo Octopath Traveler è divisa in capitoli.
Famitsu ha assegnato un 9/10, mentre Multiplayer.it ha assegnato un 8/10: elogiando il rinnovamento generale, le storie scritte meglio, la direzione artistica e la colonna sonora stupefacente. ma criticando l'approccio narrativo, e la somiglianza al primo capitolo per certi aspetti.
A Giugno 2024 il gioco arriva su Xbox Game Pass.
| Testata           | giudizio                  |
| ----------------- | ------------------------- |
| Multyplayer.it    | 8/10                      |
| Everyeye.it       | 8/10                      |
| IGN Italia        | 7,8/10                    |
| SpazioGames       | 8,8/10                    |
| The Games Machine | 9/10                      |
| Metacritic        | 85/100 (su 61 recensioni) |
| Destructoid       | 9/10                      |
| Game Informer     | 8,5/10                    |